# Kaeloo
Kaeloo è una serie animata francese del 2010 composta da tre stagioni, la prima e la seconda contengono 52 episodi mentre la terza 46. La serie è un cartone CGI creato da Rémi Chapotot e Jean-François Henry.
La serie è andata in onda per la prima volta il 6 giugno 2010 su Canal+ Family e Canal+, e dalla terza stagione è andata in onda su Télétoon+ il 18 dicembre 2016, con uno speciale di 26 minuti che introduce la stagione. In Italia la serie era trasmessa su Dea Kids e in chiaro su Super!.

## Trama
La serie si basa sulle avventure di un gruppo di amici, Kaeloo, Stumpy (Moignon), Quack-Quack, Mr. Cat e, dalla stagione 2, Pretty, Ugly e Olaf, che inventano giochi per sfuggire alla noia nel Paese Troppo Carino. Le cose vanno a finire sempre nel modo sbagliato a causa dell'inettitudine di Stumpy in praticamente qualunque attività, la dipendenza di Quack-Quack per lo yogurt, la sgarbataggine di Pretty, la vulnerabilità emotiva di Ugly, il desiderio di Olaf di conquistare il mondo, il costante barare e maltrattare gli altri da parte di Mr. Cat, e più di tutti, l'abilità di Kaeloo di trasformarsi in Bad Kaeloo, un mostro simile a Hulk quando si arrabbia.

## Personaggi
- Kaeloo 
È la rana protagonista della serie. Simpatico, gentile, premuroso e sempre pronto a far rispettare le regole del gioco (tanto da definirsi il più tranquillo degli amici e fungere da mediatore del gruppo), in più di un'occasione dimostra però un lato poco piacevole di sé anche al di fuori delle sue trasformazioni, e sa essere pestifero, viziato e manipolatore. Mostra inoltre evidenti atteggiamenti tipici da chi è affetto da sindrome ossessivo-compulsiva. Nella versione originale, è una rana femmina.
  - Bad Kaeloo 
Quando Kaeloo perde la pazienza, come Hulk, si trasforma in un enorme rospo nerboruto di nome Bad Kaeloo, il quale, una volta liberato, cerca di sfogare la sua ira funesta su un malcapitato (solitamente Mr. Cat) prima di tornare alla sua forma originale.
- Mr. Cat (Mr Chat) 
È un lunatico e irriverente gatto, si comporta da perfetto teppista, ama tormentare gli altri personaggi della serie infrangendo le regole per il solo gusto di farlo e per movimentare un po' gli animi degli altri personaggi, ritenendo spesso i giochi stupidi e noiosi. Mostra spesso atteggiamenti folli, sadici e masochisti, provando gusto nel causare scompiglio e caos anche se è lui stesso a finire vittima delle sue azioni. Ciononostante, alle volte mostra di essere un buon amico. Come evidente, ammira la forma fisica di Kaeloo, soprattutto quando si trasforma.
- Stumpy (Moignon) 
È uno scoiattolino di 10 anni iperattivo e completamente matto, amante dei videogiochi, dei fumetti e delle sfide impossibili. Dimostra sintomi simil-Sindrome di Tourette, in quanto il suo collo trema in maniera irregolare quando è indeciso o confuso. È fidanzato con Ursula.
- Quack-Quack (Coin-Coin) 
È un'anatra Voodoo dall'aspetto simile a quello di Frankenstein. Si dice sia così perché da piccolo si è rotto l'uovo in cui stava ed è stato portato in un laboratorio, dove tramite esperimenti e operazioni è diventato indistruttibile e super intelligente. È un amante dello yogurt e parla molto poco (e solitamente emettendo il verso dell'anatra, da cui il nome), dando l'impressione di non essere molto sveglio.
- Pretty 
È una coniglietta rosa adorabile ma non affatto tenera che in certe occasioni dimostra comunque di avere un cuore d'oro. È innamorata di Mr. Cat, il quale però non la ricambia.
- Ugly (Eugly) 
È una coniglia corpulenta e bruttina, ed è l'opposto di sua sorella Pretty, dalla quale viene spesso maltrattata. Ha un gran cuore ma è molto sensibile. È affezionata a Quack-Quack.
- Olaf 
È un pinguino imperatore molto basso, e cerca sempre di conquistare il mondo ma non ci riesce mai. Viene sempre accompagnato dal suo fido robot Serguei ed è "sposato" con Olga, un cubo di ghiaccio.

## Doppiaggio
| Personaggio       | Doppiatore originale                     | Doppiaggio Inglese                                                    | Doppiatore italiano |
| ----------------- | ---------------------------------------- | --------------------------------------------------------------------- | ------------------- |
| Kaeloo/Bad Kaeloo | Emmanuel Garijo                          | Andy Chase (pilota) Doug Rand (st. 1) Matthew Geczy (Miam! Animation) | Luca Ghignone       |
| Stumpy            | Valentin Papoudof (pilota) Rémi Chapotot | Doug Rand (st. 1) Andy Chase (Miam! Animation)                        | Luigi Rosa          |
| Quack-Quack       | Rémi Chapotot                            | Doug Rand                                                             | voce originale      |
| Ugly              | Rémi Chapotot                            |                                                                       | voce originale      |
| Mr. Cat           | Philippe Spiteri                         | Mike Powers (st. 1) David Gasman (Miam! Animation)                    | Matteo Brusamonti   |
| Pretty            | Dorothée Pousséo                         | Barbara Weber-Scaff (Miam! Animation)                                 | Serena Clerici      |
| Olaf              | Féodor Atkine                            | Matthew Geczy (Miam! Animation)                                       | Diego Baldoin       |

## Episodi
| Stagione | Episodi         | Prima TV Francia                             | Prima TV Italia |
| -------- | --------------- | -------------------------------------------- | --------------- |
| 0        | Episodio pilota | 2007                                         | inedita         |
| 1        | 52              | 6 giugno 2010                                | inedita         |
| 2        | 52              | 1 dicembre 2012                              | 15 ottobre 2017 |
| 3        | 46              | 18 dicembre 2016 (première) 4 settembre 2017 | 1 ottobre 2018  |
| 4        | 52              | 25 dicembre 2019 (première) 6 gennaio 2020   | 7 ottobre 2019  |
| 5        | 39              | 8 aprile 2023                                | 23 agosto 2023  |

## Citazioni
La serie omaggia o cita tantissime altre opere, come ad esempio il protagonista che si trasforma in un mostro proprio come Bruce Banner in Hulk, e l'aspetto di Quack Quack, che ricorda molto Frankenstein.
Durante le puntate alcune scene ricordano quelle di film cult, come Pulp Fiction, Venerdì 13, Il padrino, Il buono, il brutto e il cattivo, Ritorno al futuro, Ghostbusters, Harry Potter, Batman.

## Premi
Kids Screen Awards per la migliore serie dell'anno nella categoria famiglia.